# Красна Вес
Кра́сна Вес — село в окрузі Бановці-над-Бебравою Банськобистрицького краю Словаччини. Станом на грудень 2015 року в селі проживало 527 людей.

## Географія
Протікає річка Копанічка.

## Населення
| Рік:            | 1994. | 2004.   | 2014.   | 2024.    |
| --------------- | ----- | ------- | ------- | -------- |
| Кількість осіб: | 505   | 510     | 535     | 470      |
| Різниця:        |       | +0,99 % | +4,90 % | -12,14 % |

| Рік:            | 2023. | 2024. |
| --------------- | ----- | ----- |
| Кількість осіб: | 470   | 470   |
| Різниця:        |       | +0 %  |